# Nicolas Deniker
Nicolas Deniker est un poète français d'origine russe, né en 1881 et décédé en 1942.

## Biographie
Né en janvier 1881, d’une mère d’origine russe, Deniker est très proche de Guillaume Apollinaire (août 1880) et d’André Salmon (oct. 1881) qui l’un et l’autre font figure d’apatrides. 
Il a sur eux l’avantage d’appartenir à une famille aisée et cultivée : son père, nommé conservateur de la bibliothèque du Muséum, vit avec les siens dans la maison de Buffon au jardin des Plantes. 
Il a fait d’excellentes études au lycée Henri-IV et voue un culte à Stéphane Mallarmé que son oncle a traduit en russe. Au Caveau du Soleil d'or, on l’applaudit et en novembre 1903, il fait partie de l’équipe fondatrice de la revue Le Festin d’Ésope en tant que gérant aux côtés de Guillaume Apollinaire. Son nom n’apparaît que deux fois au sommaire de la revue dont il se retire en juin 1904. Dès lors il occupe une position de retrait.
En 1907, paraît son unique recueil Poèmes, aux éditions de l’Abbaye. Quelques fragments sont donnés à des revues, entre 1910 et 1912, d’un recueil annoncé, La Rive infinie, qui ne sera pas publié. 
D’après son jeune frère Georges, Deniker aurait été victime de trois graves dépressions nerveuses ; il aurait mené une vie errante ; dénué de toutes ressources, il est mort chez les petites sœurs des pauvres en mars 1942. 
Dans les années 1920, il traduit des textes de l'anglais.
Selon André Salmon, il aurait renoncé à publier par un mépris quasi angélique des contraintes matérielles. Une correspondance échangée avec son ami Edmond-Marie Poullain, montre qu’en fait, dès 1911, il était en difficulté pour faire éditer sa Rive infinie. Les trois poèmes donnés au Festin, « La Mauvaise Chanson », « Testament » et « Défloraisons » relèvent, par leurs titres mêmes, d’une inspiration disphorique ; le poète se présente comme un orphelin, un enfant mort-né qui souhaite se fondre dans la nature pour perdre son identité. Victime d’une esthétique de la pureté héritée de Stéphane Mallarmé, ce poète qui voulait « rien et tout absolument » a fini par se situer « hors jeu ».